# Елена Алдунате
Марія Елена Алдунате Безанілья, більш відома як Елена Алдунате (Сантьяго, 1 березня 1925 — там само, 2005) — письменниця-феміністка, оповідачка і сценаристка чилійського радіо.
Належала до групи письменниць з покоління 1950-х, в якій серед інших також були Мерседес Вальдів'єсо, Еліза Серрана, Марта Джара та Матильда Ладрон де Гевара. Вона писала оповідання, романи та оповідання в таких піджанрах, як наукова фантастика, фентезі, костюмризмо та дитяча література.

## БІографія
Батько Елени Алдунате, Артуро Алдунате Філіпс, був письменником і лауреатом Національної літературної премії 1976 року. Елена вивчала танець і театр в Університеті Чилі та Університеті Католіки Чилі відповідно, які покинула після одруження у віці 19 років.
Дебютувала в літературі 1950 року з «Кандією», і три її наступні твори розглядали дійсність з феміністичної перспективи. У 1970-х роках вона не звернулася до жанру наукової фантастики, в якому стала одним із найплідніших авторів та авторок. У цьому контексті вона вважається однією із піонерок чилійської наукової фантастики разом із Франсіско Міраллесом, Ернесто Сільва Романом, Луїсом Енріке Делано та Уго Корреа; її прозвали «леді наукової фантастики».

## Твори
- Кандія (Santiago: Editorial Nascimento, 1950).
- Марія і море (Сантьяго: Editorial del Pacifico, 1953).
- Хуана і кібернетика (Сантьяго: видання 1963).
- Вікно всередині (1961).
- Ур — і Алехандра (Сантьяго: Editorial Universitaria, 1961, 1987, 1989, 2001).
- Володар метеликів (Сантьяго: Редакційний зигзаг, 1967).
- Анжеліка і дельфін (Сантьяго: Ред. Acóncagua, 1976).
- Вони хочуть дів із космосу (Сантьяго: Editorial Zig-Zag, 1977).
- Франциска та інші (Santiago: Pomaire, c1981).
- Млин і кров (Барселона: Acervo, 1993, c1992).
- Оповідання Елени Алдунате: леді наукової фантастики (Сантьяго де Чилі: Editorial Cuarto Propio, 2011).